# Georgij Tyimofejevics Dobrovolszkij

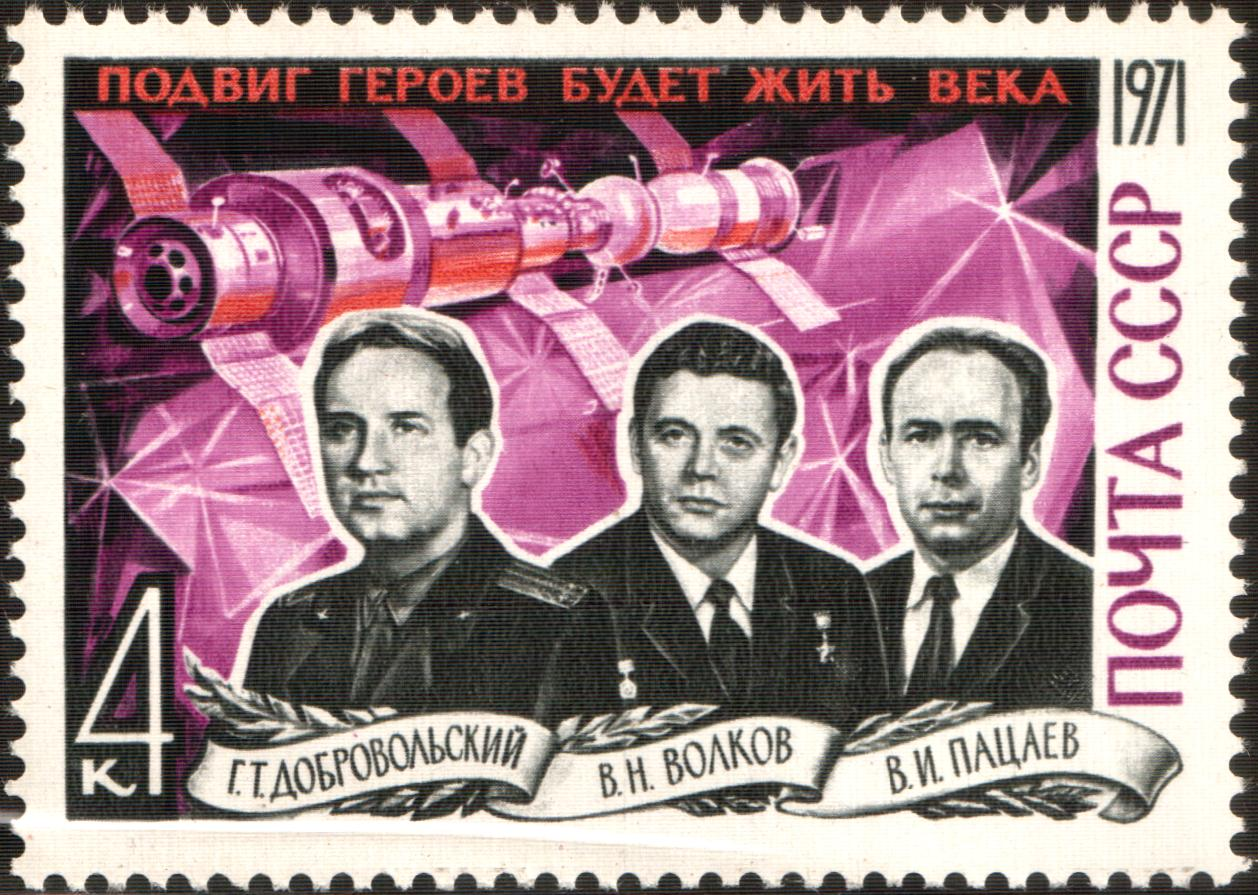
A szerencsétlenül járt Szojuz–11 személyzete: G. T. Dobrovolszkij, V. N. Volkov, V. I. Pacajev. (Szovjet emlékbélyeg, 1971.)

Georgij Tyimofejevics Dobrovolszkij (orosz: Георгий Тимофеевич Добровольский) (Odessza, 1928. június 1. – Karaganda, 1971. június 30.) ukrán nemzetiségű szovjet űrhajós.

## Életpálya
A katonai repülőiskola elvégzését követően 1950-től repülőtiszt volt. 1958 és 1961 között
a repülőakadémia levelező hallgatója. 1963-tól részesült űrhajós kiképzésben. Világűrben töltött ideje: 23 nap 18 óra 21 perc volt.

## Űrrepülések
- Szojuz–10 második tartalék személyzetének parancsnoka,
- Szojuz–11 parancsnokaként a Szaljut–1 űrállomáson hajtotta végre az előírt programot.

Visszatéréskor a kapszulából elszökött a levegő, és két társával, Vlagyiszlav Nyikolajevics Volkovval és Viktor Ivanovics Pacajevvel együtt megfulladt.

## Kitüntetései, emlékezete
Megkapta a Szovjetunió Hőse és a Lenin-rend kitüntetést. Róla nevezték el az 1789 Dobrovolsky kisbolygót. Egy iskola Odesszában felvette a nevét. A Holdon krátert neveztek el róla.

## Külső hivatkozások
- Georgij Tyimofejevics Dobrovolszkij. astronautix.com. (Hozzáférés: 2011. december 30.)
- Georgij Tyimofejevics Dobrovolszkij. spacefacts.de. (Hozzáférés: 2011. december 30.)